# Joan McCusker
Joan McCusker (* 8. Juni 1965 in Yorkton, Saskatchewan als Joan Elizabeth Inglis) ist eine kanadische Curlerin.
Ihr internationales Debüt hatte McCusker bei der Weltmeisterschaft 1993 in Genf, wo sie die Goldmedaille gewann. 1994 und 1997 konnte sie diesen Erfolg wiederholen.
McCusker gehörte zur Mannschaft, die 1997 die kanadischen Olympic Curling Trails gewann und vertrat Kanada bei den XVIII. Olympischen Winterspielen in Nagano im Curling als Second. Die Mannschaft um Skip Sandra Schmirler gewann die olympische Goldmedaille nach einem 7:5-Sieg im Finale gegen Dänemark um Skip Helena Blach Lavrsen.

## Erfolge
- Olympiasiegerin 1998
- Weltmeisterin 1993, 1994, 1997